# 彭偃
彭 偃（ほう えん、生年不詳 - 784年）は、唐代の官僚。朱泚の乱に加担した。

## 経歴
若くして俊才をたのみ、自ら進んで物事に取り組み、任用されるべき人物が妨げられていると、言動にあらわにした。大暦末年、都官員外郎となった。ときに剣南東川観察使の李叔明が仏教と道教を抑制したいと言上すると、徳宗は李叔明のやりかたを剣南のみならず、天下の通制にしたいと、尚書に下して議論させた。彭偃はこれに反対する意見を上奏した。その意見は徳宗に聞き入れられた。
彭偃は才能によって天子が布告する文章をつかさどりたいと望んでいたが、当時の世論に抑えつけられていたため、鬱々として志を得なかった。建中4年（783年）、涇原で兵乱が起こり、彭偃は徳宗が避難するのを追いかけようとしたが追いつけず、田家に隠れていたところ、反乱軍に捕らえられた。朱泚により中書舎人に任じられた。朱泚の帝号僭称や人事の辞令の文章は、いずれも彭偃によって出された。興元元年（784年）、朱泚が敗れると、彭偃は朱泚の中丞の崔宣や反乱軍の将の杜如江・呉希光ら13人とともに、李晟に収監され、安国寺の前で斬られた。
子に彭充符があった。

## 伝記資料
- 『旧唐書』巻127 列伝第77
- 『新唐書』巻225中 列伝第150中